# Looper – A jövő gyilkosa
A Looper – A jövő gyilkosa (eredeti cím: Looper) 2012-ben bemutatott amerikai sci-fi-akcióthriller, melyet Rian Johnson írt és rendezett. A főszereplők Bruce Willis, Joseph Gordon-Levitt és Emily Blunt.

## Cselekmény
2074-ben járunk, amikor az időutazás kézzelfogható valósággá vált, ám kizárólag törvénytelen módon, a feketepiacon lehet hozzájutni. A maffia sajátos módon használja ki a lehetőséget, ha meg akar szabadulni valakitől, harminc évvel visszaküldi az időben, ahol a jövőgyilkosnak nevezett "looperek", azaz, bérgyilkosok várják. Joe is ilyen bérgyilkos, és remekül megél belőle. Ám egy napon a maffiairányítói úgy döntenek, hogy Joe-nak a saját jövőbeni énjét kell eltennie láb alól. A bérgyilkos azonban hibázik.

## Szereplők
| Színész              | Szerep     | Magyar hang       |
| -------------------- | ---------- | ----------------- |
| Joseph Gordon-Levitt | Fiatal Joe | Dolmány Attila    |
| Bruce Willis         | Idős Joe   | Sörös Sándor      |
| Emily Blunt          | Sara       | Solecki Janka     |
| Jeff Daniels         | Abe        | Haás Vander Péter |
| Piper Perabo         | Suzie      | Kerekes Andrea    |
| Noah Segan           | Kölyök     | Takátsy Péter     |
| Paul Dano            | Seth       | Szabó Máté        |
| Pierce Gagnon        | Cid        | Boldog Gábor      |
| Tracie Thoms         | Beatrix    | Nádasi Veronika   |
| Garret Dillahunt     | Jesse      | Laklóth Aladár    |